# Hasegawa Tōhaku
Hasegawa Tōhaku (長谷川 等伯? n. 1539, Nanao, Prefectura Ishikawa, Japonia – d. 19 martie 1610, Edo⁠(d), Tōkaidō⁠(d), Japonia) a fost un pictor japonez, fondator al școlii Hasegawa.
Este considerat unul dintre marii pictori ai perioadei Azuchi-Momoyama (1573-1603) și este cel mai bine cunoscut pentru paravanele byōbu, cum ar fi Paravanul pinilor și Pinii și plantele cu flori (ambele înregistrate ca tezaur național), sau picturi pe pereți și pe uși glisante la Chishaku-in, atribuite lui și fiului său (de asemenea, considerate comori naționale).

## Biografie

Panoul din stânga Pine Trees screen (Shōrin-zu byōbu, 松林図 屏風), c.1595m, paravan pliabil împărțit în șase părți, realizat cu cerneală pe hârtie, tezaur național

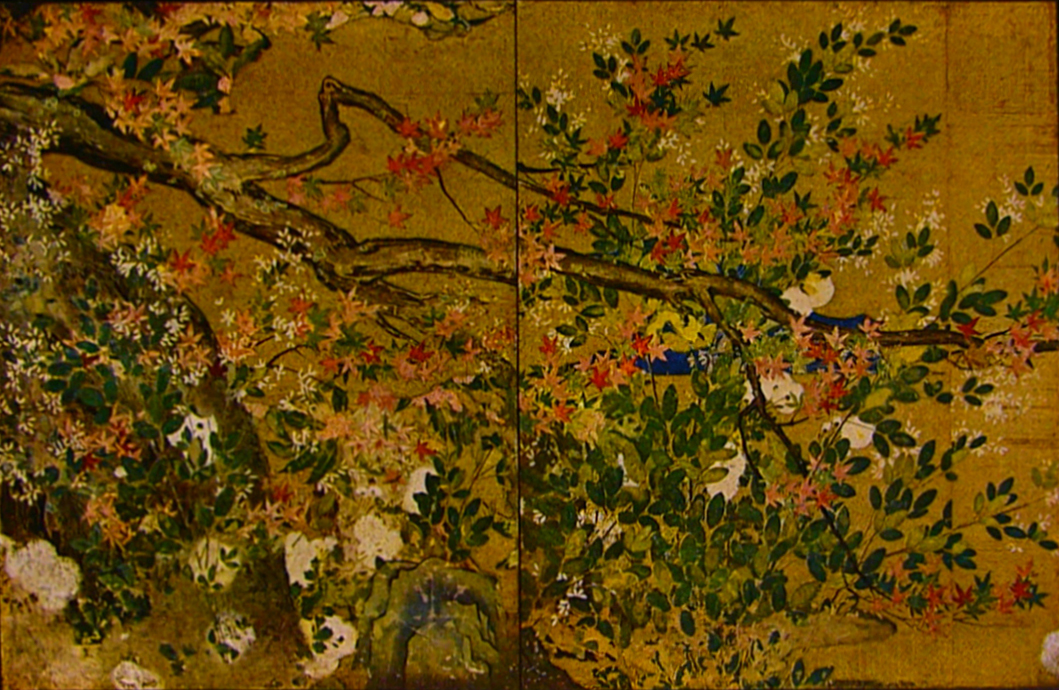
Arțar, culoare pe hârtie aurie, la Chishaku-in, Kyoto (1593)

Hasegawa Tōhaku, născut Okumura Tōhaku (奥 村 等 伯) în 1539 în Nanao, un oraș din provincia Noto (în vecinătatea actualei Prefecturi Ishikawa), provenea dintr-o importantă familie locală de vopsitori de pânză. Există dovezi precum că numele de familie original al lui Tōhaku era Okumura și că el a fost adoptat de familia Hasegawa.
Tōhaku și-a început cariera artistică ca pictor de tablouri budiste în provincia natală Noto. La 20 de ani, Tōhaku era un pictor profesionist, iar la treizeci de ani s-a mutat la Kyoto pentru a studia la prestigioasa școală Kanō, condusă pe atunci de Kanō Shōei. Școala Kanō era bine cunoscută la vremea respectivă pentru marile lor tablouri îndrăznețe, care împodobeau zidurile castelurilor multor lideri războinici ai vremii. Acestea erau adesea realizate cu cerneală pe hârtie albă sau panouri de pereți decorativi din frunze aurii, care aveau un dublu scop: de a reflecta lumina în jurul camerelor slab iluminate ale castelului, precum și de a evoca bogăția abundentă a proprietarului castelului prin comandarea unor astfel de lucrări extravagante. Multe dintre primele lucrările ale lui Tōhaku sunt în stilul școlii Kanō, cum ar fi pictura Arțar, Chishaku-in din 1593.
În același timp, el a studiat și stilurile mai vechi de pictură cu cerneală ale perioadelor Song, Yuan și Muromachi, examinând suluri din Mu Qi și Sesshū Tōyō, la care se crede că a avut acces când se afla la templul Daitoku-ji din Kyoto. După o perioadă de timp petrecută la Kyoto, Tōhaku și-a dezvoltat propriul stil de Sumie care, în multe feluri, s-a îndepărtat de tehnicile îndrăznețe indicative ale școlii Kanō și a revenit la minimalismul predecesorilor săi. Lucrările lui Sesshū Tōyō au influențat în special redirecționarea lui Tōhaku spre stilul artistic, deoarece Tōhaku a fost educat și el de succesorul lui Sesshū, Toshun. Tōhaku era de fapt atât de îndrăgostit de tehnicile lui Sesshū încât a încercat să-și revendice drepturile de cel de-al cincilea succesor, deși a pierdut în instanță în fața lui Unkoku Togan. Totuși, influența lui Sesshū este evidentă în multe dintre lucrările târzii ale lui Tōhaku, cum ar fi Shōrin-zu byōbu (松林図 屏風?), care a fost declarată comoară națională a Japoniei, fiind considerat unul din primele tablouri de așa mărime care înfățișează numai pinii ca subiect.
Școala fondată de Hasegawa Tōhaku este cunoscută astăzi drept Școala Hasegawa. Această școală era mică, formată în mare parte din Tōhaku și fiii săi. Oricât de nesemnificativi, membrii săi au conservat estetica liniștită și rezervată a lui Tōhaku, pe care mulți o atribuie influenței lui Sesshū, precum și contemporanului și prietenului său, Sen no Rikyū. Se presupune că aceste procedee estetice simple protestează împotriva etalării bogăției care sunt răspândite în școala Kanō.
Cel mai remarcat contemporan al lui Tōhaku a fost Kanō Eitoku, care a concurat de multe ori cu Tōhaku pentru patronajul lui Toyotomi Hideyoshi. După moartea lui Eitoku în 1590, Tōhaku a rămas cel mai mare maestru în viață al timpului său. A devenit pictorul oficial al lui Hideyoshi și a produs unele dintre cele mai mari și mai elegante picturi sub patronajul acestuia. El și atelierul său au realizat picturile de perete și paravan din templul Shoun-ji, comandate de Toyotomi Hideyoshi în 1593. Picturile au fost mutate în templul Chishaku-in din Kyoto și au supraviețuit până în ziua de azi. La vârsta de 67 de ani, Tōhaku a fost chemat la Edo unde i s-a conferit titlul preoțesc de Högen de către shogunul Tokugawa Ieyasu. A rămas în acel loc pentru tot restul vieții.

## Legături externe
- Retrospectiva Hasegawa Tohaku, Muzeul Național din Tokyo
- Momoyama, Japanese Art in the Age of Grandeur, un catalog expozițional de la Muzeul Metropolitan de Artă (disponibil integral online ca PDF), care conține material pe Hasegawa Tōhaku